# Liste der Nummer-eins-Hits in Irland (2018)
Dies ist eine Liste der Nummer-eins-Hits in Irland im Jahr 2018. Sie basiert auf den offiziellen Top 100 der irischen Single- und Albumcharts, die im Auftrag der Irish Recorded Music Association (IRMA) erstellt werden.

## Singles
| ← 2017 ← | Liste der Nummer-eins-Hits in Irland | Liste der Nummer-eins-Hits in Irland | Liste der Nummer-eins-Hits in Irland                                                                     | 2019 →                    |
| \| Zeitraum \| Wo. ges. \| Interpret \| Titel Autor(en) \| Zusätzliche Informationen \| \| (Zeitraum, Wochen auf Platz eins, Interpret, Titel, Autor[en], zusätzliche Informationen) \| \| \| \| \| \| ----------------------------------------------------------------------------------------- \| -------- \| ------------------------------ \| -------------------------------------------------------------------------------------------------------- \| ------------------------- \| \| 8. Dezember 2017 – 25. Januar 2018 7 Wochen \| 7 \| Ed Sheeran \| Perfect Ed Sheeran \| – \| \| 26. Januar 2018 – 1. Februar 2018 1 Woche \| 1 \| Dua Lipa \| IDGAF Dua Lipa, Uzoechi Emenike, Larzz Principato, Skyler Stonestreet, Whiskey Water \| – \| \| 2. Februar 2018 – 12. April 2018 10 Wochen \| 10 \| Drake \| God’s Plan Aubrey Graham, Ronald LaTour, Daveon Jackson, Matthew Samuels, Noah Shebib \| – \| \| 13. April 2018 – 26. April 2018 2 Wochen (insgesamt 9) \| 9 \| Calvin Harris & Dua Lipa \| One Kiss Adam Wiles, Dua Lipa, Jessie Reyez \| – \| \| 27. April 2018 – 3. Mai 2018 1 Woche \| 1 \| Ariana Grande \| No Tears Left to Cry Ariana Grande, Max Martin, Ilya Salmanzadeh, Savan Kotecha \| – \| \| 4. Mai 2018 – 21. Juni 2018 7 Wochen (insgesamt 9) \| 9 \| Calvin Harris & Dua Lipa \| One Kiss Adam Wiles, Dua Lipa, Jessie Reyez \| – \| \| 22. Juni 2018 – 28. Juni 2018 1 Woche \| 1 \| Clean Bandit feat. Demi Lovato \| Solo Grace Chatto, Jack Patterson, Camille Purcell, Fred Gibson \| – \| \| 29. Juni 2018 – 30. August 2018 9 Wochen \| 9 \| George Ezra \| Shotgun George Ezra, Joel Pott, Fred Gibson \| – \| \| 31. August 2018 – 6. September 2018 1 Woche \| 1 \| Benny Blanco, Halsey & Khalid \| Eastside Benny Blanco, Ashley "Halsey" Frangipane, Nathan Perez, Khalid Robinson, Ed Sheeran \| – \| \| 7. September 2018 – 11. Oktober 2018 5 Wochen \| 5 \| Calvin Harris & Sam Smith \| Promises Sam Smith, Adam Wiles, Jessie Reyez \| – \| \| 12. Oktober 2018 – 8. November 2018 4 Wochen \| 4 \| Lady Gaga & Bradley Cooper \| Shallow Lady Gaga, Andrew Wyatt, Anthony Rossomando, Mark Ronson \| – \| \| 9. November 2018 – 20. Dezember 2018 6 Wochen \| 6 \| Ariana Grande \| Thank U, Next Ariana Grande, Charles Anderson, Michael Foster, Tayla Parx, Tommy Brown, Victoria McCants \| – \| \| 21. Dezember 2018 – 24. Januar 2019 5 Wochen \| 5 \| Ava Max \| Sweet but Psycho Ava Max, Andreas Andersen Haukeland, Madison Love, Henry Walter \| – \| |                                      |                                      | |                           |
| ← 2017 |                                      |                                      | | → 2019 →                  |
| Zeitraum | Wo. ges.                             | Interpret                            | Titel Autor(en)                                                                                          | Zusätzliche Informationen |
| (Zeitraum, Wochen auf Platz eins, Interpret, Titel, Autor[en], zusätzliche Informationen) |                                      |                                      | |                           |
| 8. Dezember 2017 – 25. Januar 2018 7 Wochen | 7                                    | Ed Sheeran                           | Perfect Ed Sheeran                                                                                       | –                         |
| 26. Januar 2018 – 1. Februar 2018 1 Woche | 1                                    | Dua Lipa                             | IDGAF Dua Lipa, Uzoechi Emenike, Larzz Principato, Skyler Stonestreet, Whiskey Water                     | –                         |
| 2. Februar 2018 – 12. April 2018 10 Wochen | 10                                   | Drake                                | God’s Plan Aubrey Graham, Ronald LaTour, Daveon Jackson, Matthew Samuels, Noah Shebib                    | –                         |
| 13. April 2018 – 26. April 2018 2 Wochen (insgesamt 9) | 9                                    | Calvin Harris & Dua Lipa             | One Kiss Adam Wiles, Dua Lipa, Jessie Reyez                                                              | –                         |
| 27. April 2018 – 3. Mai 2018 1 Woche | 1                                    | Ariana Grande                        | No Tears Left to Cry Ariana Grande, Max Martin, Ilya Salmanzadeh, Savan Kotecha                          | –                         |
| 4. Mai 2018 – 21. Juni 2018 7 Wochen (insgesamt 9) | 9                                    | Calvin Harris & Dua Lipa             | One Kiss Adam Wiles, Dua Lipa, Jessie Reyez                                                              | –                         |
| 22. Juni 2018 – 28. Juni 2018 1 Woche | 1                                    | Clean Bandit feat. Demi Lovato       | Solo Grace Chatto, Jack Patterson, Camille Purcell, Fred Gibson                                          | –                         |
| 29. Juni 2018 – 30. August 2018 9 Wochen | 9                                    | George Ezra                          | Shotgun George Ezra, Joel Pott, Fred Gibson                                                              | –                         |
| 31. August 2018 – 6. September 2018 1 Woche | 1                                    | Benny Blanco, Halsey & Khalid        | Eastside Benny Blanco, Ashley "Halsey" Frangipane, Nathan Perez, Khalid Robinson, Ed Sheeran             | –                         |
| 7. September 2018 – 11. Oktober 2018 5 Wochen | 5                                    | Calvin Harris & Sam Smith            | Promises Sam Smith, Adam Wiles, Jessie Reyez                                                             | –                         |
| 12. Oktober 2018 – 8. November 2018 4 Wochen | 4                                    | Lady Gaga & Bradley Cooper           | Shallow Lady Gaga, Andrew Wyatt, Anthony Rossomando, Mark Ronson                                         | –                         |
| 9. November 2018 – 20. Dezember 2018 6 Wochen | 6                                    | Ariana Grande                        | Thank U, Next Ariana Grande, Charles Anderson, Michael Foster, Tayla Parx, Tommy Brown, Victoria McCants | –                         |
| 21. Dezember 2018 – 24. Januar 2019 5 Wochen | 5                                    | Ava Max                              | Sweet but Psycho Ava Max, Andreas Andersen Haukeland, Madison Love, Henry Walter                         | –                         |

## Alben
| ← 2017 ← | Liste der Nummer-eins-Hits in Irland | Liste der Nummer-eins-Hits in Irland      | Liste der Nummer-eins-Hits in Irland                     | 2019 →                    |
| \| Zeitraum \| Wo. ges. \| Interpret \| Titel \| Zusätzliche Informationen \| \| (Zeitraum, Wochen auf Platz eins, Interpret, Titel, zusätzliche Informationen) \| \| \| \| \| \| ------------------------------------------------------------------------------ \| -------- \| ----------------------------------------- \| -------------------------------------------------------- \| ------------------------- \| \| 22. Dezember 2017 – 18. Januar 2018 4 Wochen (insgesamt 28) \| 28 \| Ed Sheeran \| ÷ \| – \| \| 19. Januar 2018 – 25. Januar 2018 1 Woche \| 1 \| Academic \| Tales from the Backseat \| – \| \| 26. Januar 2018 – 26. April 2018 13 Wochen (insgesamt 22) \| 22 \| Verschiedene Interpreten \| The Greatest Showman: Original Motion Picture Soundtrack \| – \| \| 27. April 2018 – 3. Mai 2018 1 Woche \| 1 \| J. Cole \| KOD \| – \| \| 4. Mai 2018 – 10. Mai 2018 1 Woche \| 1 \| Post Malone \| Beerbongs & Bentleys \| – \| \| 11. Mai 2018 – 31. Mai 2018 3 Wochen (insgesamt 28) \| 28 \| Ed Sheeran \| ÷ \| – \| \| 1. Juni 2018 – 7. Juni 2018 1 Woche \| 1 \| Snow Patrol \| Wildness \| – \| \| 8. Juni 2018 – 14. Juni 2018 1 Woche \| 1 \| Kanye West \| Ye \| – \| \| 15. Juni 2018 – 21. Juni 2018 1 Woche (insgesamt 22) \| 22 \| Verschiedene Interpreten \| The Greatest Showman: Original Motion Picture Soundtrack \| – \| \| 22. Juni 2018 – 28. Juni 2018 1 Woche (insgesamt 2) \| 2 \| Taylor Swift \| Reputation \| – \| \| 29. Juni 2018 – 5. Juli 2018 1 Woche (insgesamt 22) \| 22 \| Verschiedene Interpreten \| The Greatest Showman: Original Motion Picture Soundtrack \| – \| \| 6. Juli 2018 – 26. Juli 2018 3 Wochen \| 3 \| Drake \| Scorpion \| – \| \| 27. Juli 2018 – 23. August 2018 4 Wochen \| 4 \| Verschiedene Interpreten \| Mamma Mia! Here We Go Again \| – \| \| 24. August 2018 – 6. September 2018 2 Wochen \| 2 \| Ariana Grande \| Sweetener \| – \| \| 7. September 2018 – 4. Oktober 2018 4 Wochen \| 4 \| Eminem \| Kamikaze \| – \| \| 5. Oktober 2018 – 11. Oktober 2018 1 Woche \| 1 \| Kodaline \| Politics of Living \| – \| \| 12. Oktober 2018 – 6. Dezember 2018 8 Wochen (insgesamt 11) \| 11 \| (Soundtrack) / Lady Gaga & Bradley Cooper \| A Star Is Born \| – \| \| 7. Dezember 2018 – 13. Dezember 2018 1 Woche (insgesamt 22) \| 22 \| Verschiedene Interpreten \| The Greatest Showman: Original Motion Picture Soundtrack \| – \| \| 14. Dezember 2018 – 3. Januar 2019 3 Wochen (insgesamt 11) \| 11 \| (Soundtrack) / Lady Gaga & Bradley Cooper \| A Star Is Born \| – \| |                                      |                                           |                                                          |                           |
| ← 2017 |                                      |                                           |                                                          | → 2019 →                  |
| Zeitraum | Wo. ges.                             | Interpret                                 | Titel                                                    | Zusätzliche Informationen |
| (Zeitraum, Wochen auf Platz eins, Interpret, Titel, zusätzliche Informationen) |                                      |                                           |                                                          |                           |
| 22. Dezember 2017 – 18. Januar 2018 4 Wochen (insgesamt 28) | 28                                   | Ed Sheeran                                | ÷                                                        | –                         |
| 19. Januar 2018 – 25. Januar 2018 1 Woche | 1                                    | Academic                                  | Tales from the Backseat                                  | –                         |
| 26. Januar 2018 – 26. April 2018 13 Wochen (insgesamt 22) | 22                                   | Verschiedene Interpreten                  | The Greatest Showman: Original Motion Picture Soundtrack | –                         |
| 27. April 2018 – 3. Mai 2018 1 Woche | 1                                    | J. Cole                                   | KOD                                                      | –                         |
| 4. Mai 2018 – 10. Mai 2018 1 Woche | 1                                    | Post Malone                               | Beerbongs & Bentleys                                     | –                         |
| 11. Mai 2018 – 31. Mai 2018 3 Wochen (insgesamt 28) | 28                                   | Ed Sheeran                                | ÷                                                        | –                         |
| 1. Juni 2018 – 7. Juni 2018 1 Woche | 1                                    | Snow Patrol                               | Wildness                                                 | –                         |
| 8. Juni 2018 – 14. Juni 2018 1 Woche | 1                                    | Kanye West                                | Ye                                                       | –                         |
| 15. Juni 2018 – 21. Juni 2018 1 Woche (insgesamt 22) | 22                                   | Verschiedene Interpreten                  | The Greatest Showman: Original Motion Picture Soundtrack | –                         |
| 22. Juni 2018 – 28. Juni 2018 1 Woche (insgesamt 2) | 2                                    | Taylor Swift                              | Reputation                                               | –                         |
| 29. Juni 2018 – 5. Juli 2018 1 Woche (insgesamt 22) | 22                                   | Verschiedene Interpreten                  | The Greatest Showman: Original Motion Picture Soundtrack | –                         |
| 6. Juli 2018 – 26. Juli 2018 3 Wochen | 3                                    | Drake                                     | Scorpion                                                 | –                         |
| 27. Juli 2018 – 23. August 2018 4 Wochen | 4                                    | Verschiedene Interpreten                  | Mamma Mia! Here We Go Again                              | –                         |
| 24. August 2018 – 6. September 2018 2 Wochen | 2                                    | Ariana Grande                             | Sweetener                                                | –                         |
| 7. September 2018 – 4. Oktober 2018 4 Wochen | 4                                    | Eminem                                    | Kamikaze                                                 | –                         |
| 5. Oktober 2018 – 11. Oktober 2018 1 Woche | 1                                    | Kodaline                                  | Politics of Living                                       | –                         |
| 12. Oktober 2018 – 6. Dezember 2018 8 Wochen (insgesamt 11) | 11                                   | (Soundtrack) / Lady Gaga & Bradley Cooper | A Star Is Born                                           | –                         |
| 7. Dezember 2018 – 13. Dezember 2018 1 Woche (insgesamt 22) | 22                                   | Verschiedene Interpreten                  | The Greatest Showman: Original Motion Picture Soundtrack | –                         |
| 14. Dezember 2018 – 3. Januar 2019 3 Wochen (insgesamt 11) | 11                                   | (Soundtrack) / Lady Gaga & Bradley Cooper | A Star Is Born                                           | –                         |

## Jahreshitparaden
| ← 2017 ← | Liste der Nummer-eins-Hits in Irland | Liste der Nummer-eins-Hits in Irland                                  | Liste der Nummer-eins-Hits in Irland | 2019 →   |
| \| Singles \| Position# \| Alben \| \| ------------------------------------------------------------------------------------------------------------------------------------------------------------------------------------------------------------------------------------------------------------------------- \| --------- \| --------------------------------------------------------------------- \| \| Shotgun George Ezra , Joel Pott, Fred Gibson \| 1 \| The Greatest Showman: Original Motion Picture Soundtrack (Soundtrack) \| \| One Kiss Calvin Harris & Dua Lipa Adam Wiles, Dua Lipa, Jessie Reyez \| 2 \| A Star Is Born Lady Gaga & Bradley Cooper \| \| God’s Plan Drake Aubrey Graham, Ronald LaTour, Daveon Jackson, Matthew Samuels, Noah Shebib \| 3 \| ÷ Ed Sheeran \| \| These Days Rudimental feat. Jess Glynne, Macklemore & Dan Caplen Amir Amor, Kesi Dryden, Piers Aggett, Leon "DJ Locksmith" Rolle, Daniel Caplen, Jamie Scott, Julian Bunetta, John Ryan, Ben Haggerty \| 4 \| Staying at Tamara’s George Ezra \| \| IDGAF Dua Lipa , Uzoechi Emenike, Larzz Principato, Skyler Stonestreet, Whiskey Water \| 5 \| Beerbongs & Bentleys Post Malone \| \| 2002 Anne-Marie Benjamin Levin, Julia Michaels, Steve Mac, Ed Sheeran, Anne-Marie Nicholson, Andreas Carlsson, George Clinton, El DeBarge, Randy DeBarge, Jay E, Ice-T, Etterlene Jordan, Kristian Lundin, Max Martin, Nelly, Alphonso Henderson, Jake Schulze, City Spud \| 6 \| Mamma Mia! Here We Go Again (Soundtrack) \| \| Paradise George Ezra \| 7 \| Picture This Picture This \| \| Friends Marshmello & Anne-Marie Christopher Comstock, Anne-Marie Nicholson, Eden Anderson, Richard Boardman, Jasmine Thompson, Natalie Dunn, Sarah Blanchard, Pablo Bowman \| 8 \| Scorpion Drake \| \| Perfect Ed Sheeran \| 9 \| Dua Lipa \| \| No Tears Left to Cry Ariana Grande , Max Martin, Ilya Salmanzadeh, Savan Kotecha \| 10 \| × Ed Sheeran \| |                                      |                                                                       |                                      |          |
| ← 2017 |                                      |                                                                       |                                      | → 2019 → |
| Singles | Position#                            | Alben                                                                 |                                      |          |
| Shotgun George Ezra , Joel Pott, Fred Gibson | 1                                    | The Greatest Showman: Original Motion Picture Soundtrack (Soundtrack) |                                      |          |
| One Kiss Calvin Harris & Dua Lipa Adam Wiles, Dua Lipa, Jessie Reyez | 2                                    | A Star Is Born Lady Gaga & Bradley Cooper                             |                                      |          |
| God’s Plan Drake Aubrey Graham, Ronald LaTour, Daveon Jackson, Matthew Samuels, Noah Shebib | 3                                    | ÷ Ed Sheeran                                                          |                                      |          |
| These Days Rudimental feat. Jess Glynne, Macklemore & Dan Caplen Amir Amor, Kesi Dryden, Piers Aggett, Leon "DJ Locksmith" Rolle, Daniel Caplen, Jamie Scott, Julian Bunetta, John Ryan, Ben Haggerty | 4                                    | Staying at Tamara’s George Ezra                                       |                                      |          |
| IDGAF Dua Lipa , Uzoechi Emenike, Larzz Principato, Skyler Stonestreet, Whiskey Water | 5                                    | Beerbongs & Bentleys Post Malone                                      |                                      |          |
| 2002 Anne-Marie Benjamin Levin, Julia Michaels, Steve Mac, Ed Sheeran, Anne-Marie Nicholson, Andreas Carlsson, George Clinton, El DeBarge, Randy DeBarge, Jay E, Ice-T, Etterlene Jordan, Kristian Lundin, Max Martin, Nelly, Alphonso Henderson, Jake Schulze, City Spud | 6                                    | Mamma Mia! Here We Go Again (Soundtrack)                              |                                      |          |
| Paradise George Ezra | 7                                    | Picture This Picture This                                             |                                      |          |
| Friends Marshmello & Anne-Marie Christopher Comstock, Anne-Marie Nicholson, Eden Anderson, Richard Boardman, Jasmine Thompson, Natalie Dunn, Sarah Blanchard, Pablo Bowman | 8                                    | Scorpion Drake                                                        |                                      |          |
| Perfect Ed Sheeran | 9                                    | Dua Lipa                                                              |                                      |          |
| No Tears Left to Cry Ariana Grande , Max Martin, Ilya Salmanzadeh, Savan Kotecha | 10                                   | × Ed Sheeran                                                          |                                      |          |